# Сицилийская держава Гелона

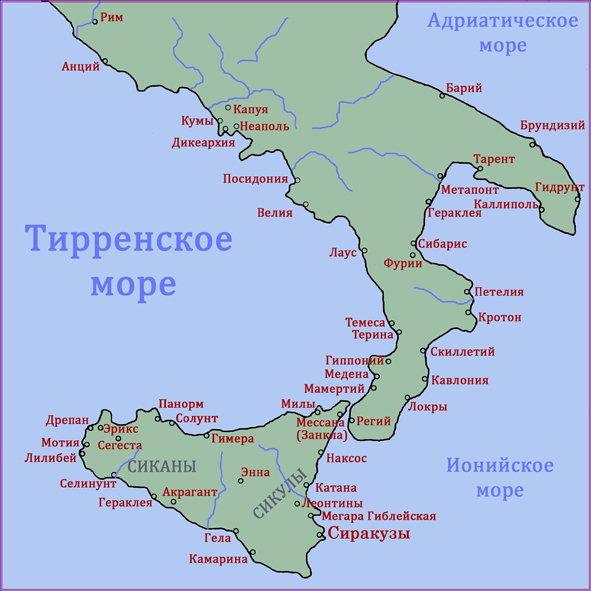
Сицилия и Южная Италия

Сицилийская держава Гелона — военно-политическое объединение древнегреческих городов Сицилии, созданное тираном Гелоном, распространившее свою власть почти на весь остров.

## Образование державы. Правление Гелона
На Сицилии V в. до н. э. из нескольких крупных городов наибольшее политическое влияние было у Гелы и её колонии Акраганта. Тиран Гелы Гелон вёл успешные войны против соседних полисов, расширив территорию Гелы. В середине 80-х гг. V в. до н. э. Гела начала войну с Сиракузами. Гелон захватил Сиракузы и стал править в ней как тиран, передав власть в Геле своему брату.
Гелон принял меры для укрепления Сиракуз, переселив в них часть жителей Гелы и захваченных городов (в частности, Камарины, Мегары Гиблейской). При Гелоне Сиракузы стали известны во всём греческом мире.
Мощь Сиракуз увеличилась настолько, что Гелон собирался вмешаться в Греко-персидские войны и оказать помощь балканским грекам, но этому помешало вторжение карфагенян.
По указанию персидского царя Ксеркса I зависимые от него карфагеняне высадились на Сицилии и начали боевые действия против Гелона и союзному ему тирана Акраганта Ферона.
В 480 г. до н. э. объединённые войска Сиракуз и Акраганта в битве при Гимере наголову разбили сильную карфагенскую армию. Карфагеняне с трудом удержали свои города на Сицилии (Панорм, Солунт), были вынуждены уплатить огромный штраф в 2 тыс. талантов и надолго отказаться от активной политики против греческих городов.
Победа над Карфагеном укрепила Сиракузы, под власть которых попали Селинунт и Регий, а власть Гелона распространилась на всю греческую часть Сицилии.

## ПравлениеГиерона I
После смерти Гелона в 478 г. до н. э. власть перешла в руки его брата Гиерона.
В 474 г. до н. э. Гиерон оказал помощь Кумам в Италии, на которые напали этруски. В морском сражении при Кумах этруски потерпели тяжёлое поражение, которое окончательно подорвало их морскую мощь. В 472 г. до н. э. Гиерон разбил в сражении акрагантского тирана Фрасидея.
Гиерон продолжал политику Гелона, а Сиракузская держава по-прежнему оставалась сильнейшим городом Сицилии. Переселив жителей Катаны и Наксоса в Леонтины, на их территории он организовал новое поселение — Энну, населив её сиракузянами и иммигрантами из Пелопоннеса. На островах Тирренского моря Гиерон проводил активную колонизацию.
В Сиракузах Гиерон вёл большое строительство. При его дворе некоторое время жили поэты Симонид, Пиндар, Эсхил и Вакхилид. Здесь жили философ Эмпедокл и ритор Горгий.

## Конец тирании
После смерти Гиерона в 466 г. до н. э. власть получил младший брат Гиерона Фрасибул, но он был отстранён от власти, а в Сиракузах утвердился демократический строй. Демократия установилась и в некоторых других городах Сицилийской державы — Акраганте, Гимере, Регии и Мессане, что положило конец державе Гелона.